# ロゴジュスク公国
ロゴジュスク（ロゴイスク）公国（ベラルーシ語: Лагожское (Лагойскае) княства、ロシア語: Логожское (Логойское) княжество）とは、12世紀後半のルーシ西部に位置した分領公国である。ロゴジュスク（現ベラルーシ・ラホイスク）を首都とした。

## 歴史
ロゴジュスク公国は12世紀後半にイジャスラヴリ公国から分離した。しかし他公国との国境線は詳しくは不明である。『イパーチー年代記』には、1180年のロゴジュスク公フセスラフ・ミクリチは、イジャスラヴリ公、ヴィテプスク公と同盟を結んでいたという記述がみられる。また『ラヴレンチー年代記』には、1186年に、ミンスク公家出身のロゴジュスク公ヴァシリコ・ヴォロダレヴィチ(be)が、ノヴゴロド公・スモレンスク公・ドルツク公と共に、ポロツク公国を攻めたという記述がある。
その後ロゴジュスク公国は、スキルガイラ、ヴィータウタス、Andrejus(be)等のゲディミナス朝の諸公の所領となった。この時期にはロゴジュスク公国は、ロゴイスク、ガインスク、ホレツクの3領域からなっていた。